# IC 2994
IC 2994 је спирална галаксија у сазвјежђу Дјевица која се налази на листи објеката дубоког неба у Индекс каталогу.
Деклинација објекта је + 12° 42' 11" а ректасцензија 12h 5m 27,9s. Привидна величина (магнитуда) објекта IC 2994 износи 14,7 а фотографска магнитуда 15,5. IC 2994 је још познат и под ознакама CGCG 69-47, PGC 38291.